# Kirchspiel Langhennersdorf

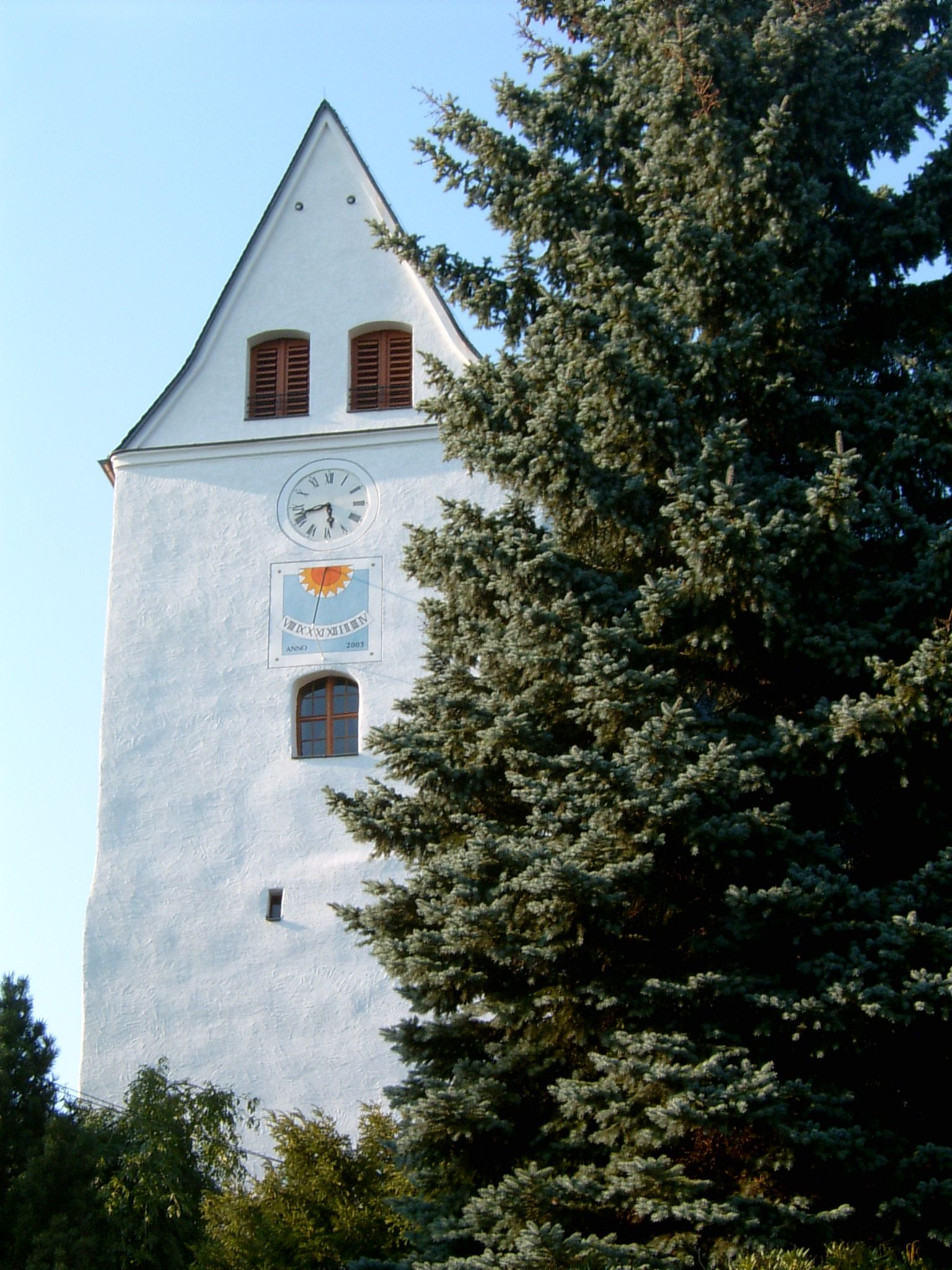
Turm der Nikolaikirche Langhennersdorf

Das Kirchspiel Langhennersdorf bzw. die Kirchgemeinde Langhennersdorf des Kirchenbezirkes Freiberg in der Evangelisch-Lutherischen Landeskirche Sachsens, mit ca. 900 Gemeindemitgliedern, umfasst die Dörfer Bräunsdorf, Langhennersdorf, Reichenbach und Seifersdorf. Gebäude der Gemeinde sind die Kapelle in Reichenbach und die Kirche St. Nikolai zu Langhennersdorf. Darüber hinaus werden, seit 1996, Gottesdienste im Huthaus der Neuen Hoffnung Gottes Fundgrube zu Bräunsdorf abgehalten. Die Kapelle in Bräunsdorf wird hingegen nicht mehr genutzt.

## Kirche St. Nikolai

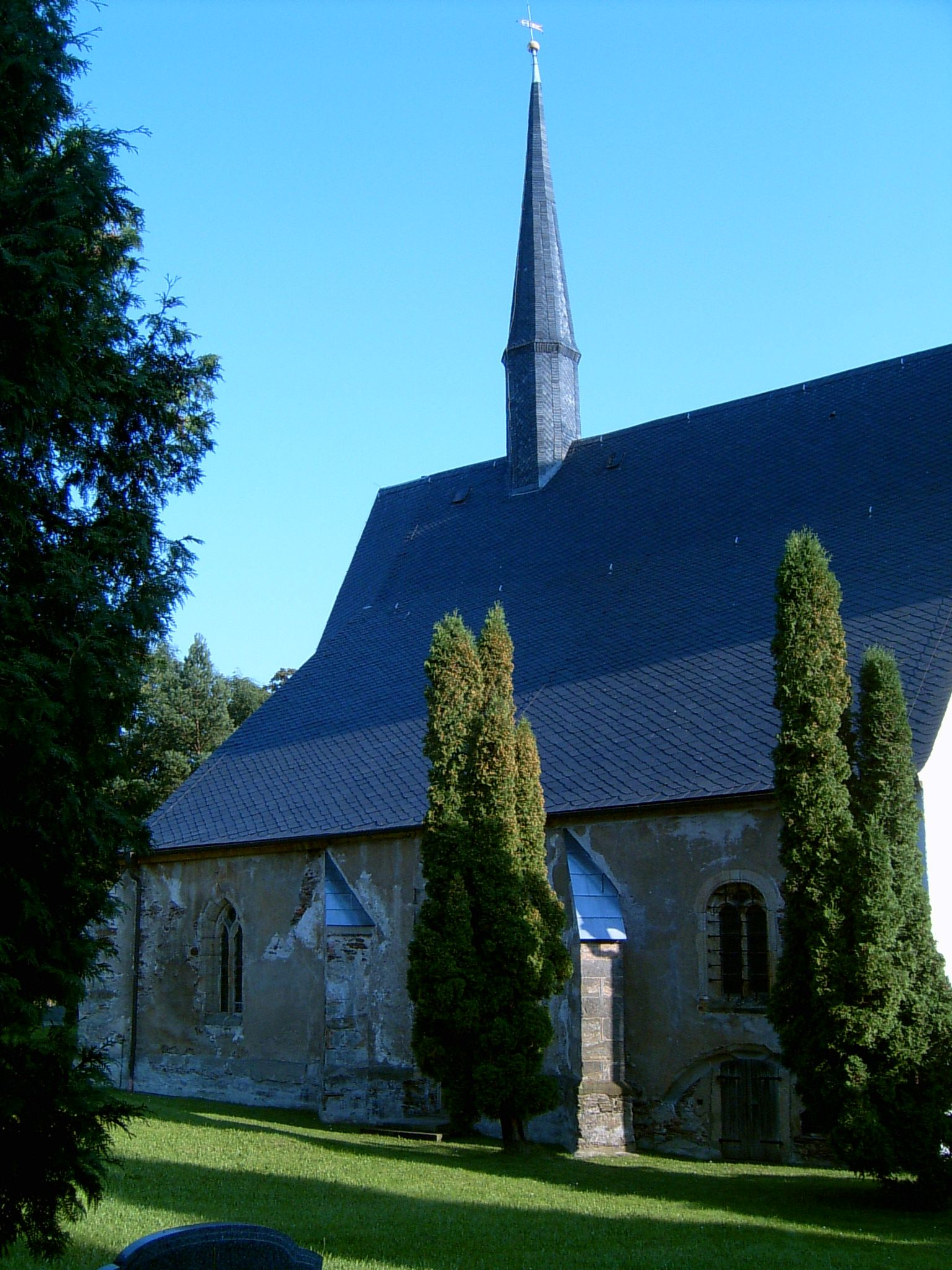
Wendelinkapelle zu Langhennersdorf

Die Nikolaikirche ist eine gotische Saalkirche des 15. Jahrhunderts mit der nördlich anschließenden Wendelinkapelle vom Ende des 13. Jahrhunderts. Sie ist nicht zuletzt durch die wertvolle barocke Orgel von dem Schüler Gottfried Silbermanns Zacharias Hildebrandt bekannt.

## Kapelle Bräunsdorf

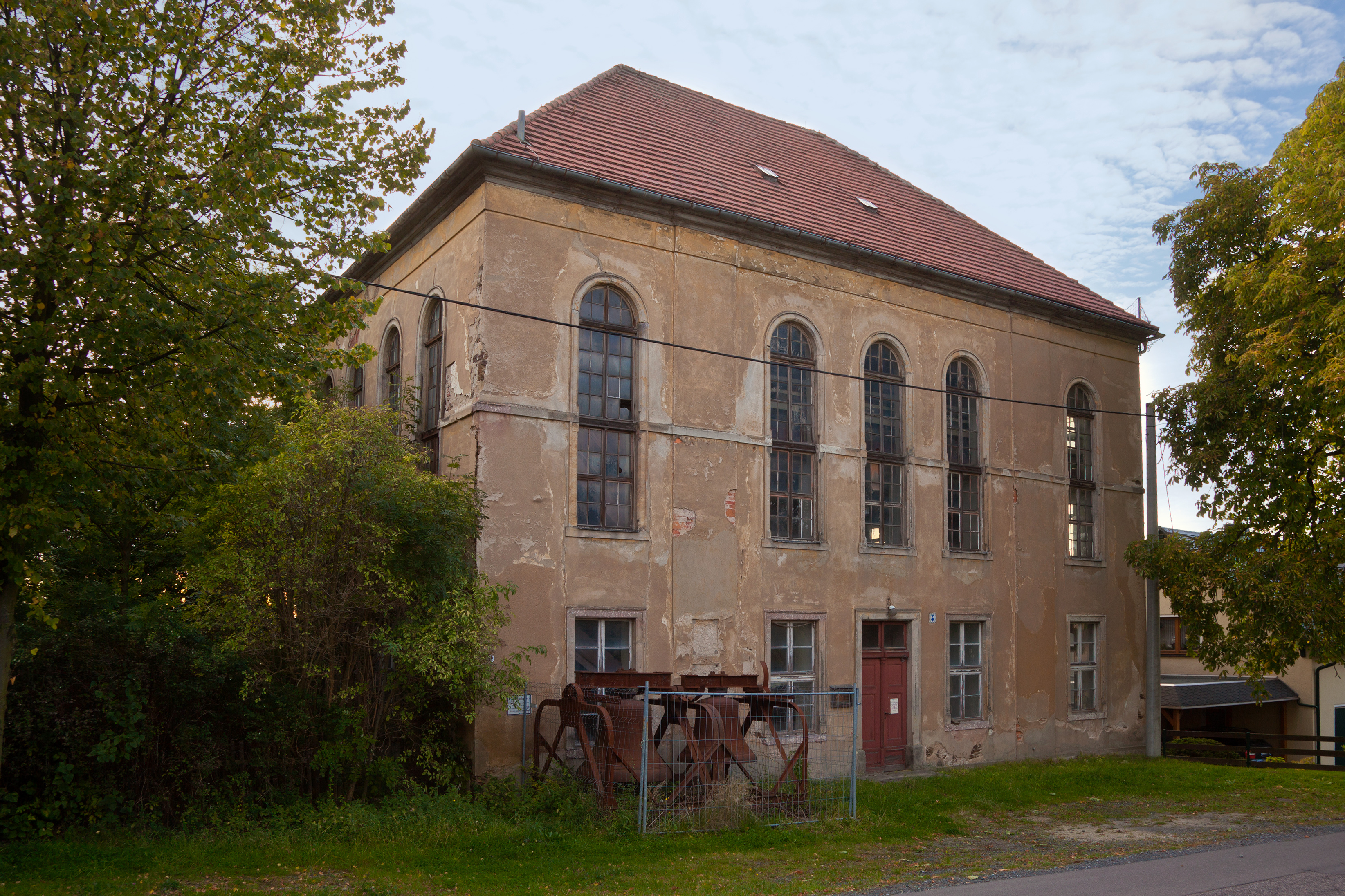
Kapelle Bräunsdorf

Die Kapelle Bräunsdorf ließ Romanus Teller im Jahre 1722, als Dank für den reichen Bergsegen der Bräunsdorfer Gruben, im barocken Stil errichten. Der Bau kostete damals 200 Thaler und in das als Bethaus bezeichnete Gebäude wurde auch eine öffentliche Schule integriert. Hauptkirchgebäude blieb jedoch stets die Kirche Langhennersdorf, so fanden in Bräunsdorf Gottesdienste nur viermal jährlich sonntags und an den Bußtagen statt. Jeden Sonntag wurde jedoch eine Nachmittagsbetstunde gegeben.
Zu Beginn des 19. Jahrhunderts verfiel die Kapelle zusehends, 1809 entstand darüber hinaus Schaden durch Blitzschlag. Der damalige Gutsbesitzer v. Kleefeld plante daraufhin einen Umbau zu einem Fabrikgebäude, konnte seine Pläne jedoch wegen Geldmangel nicht verwirklichen. Mit der Übernahme des Rittergutes durch das Königreich Sachsen und der Einrichtung der Landeswaisenanstalt 1824, wurde das Kirchgebäude dann zur Anstaltskirche, betreut durch zwei Geistliche, und der Verantwortung der Landeskirche entzogen. Gottesdienste für die Einwohner Bräunsdorfes, durch den Pfarrer aus Langhennersdorf, fanden nur noch vereinzelt statt, doch blieb die öffentliche Schule bis 1910 im Gebäude und auch die Nachmittagsgebetsstunden wurden weiterhin gehalten. Die Kapelle wurde 1824 durch den Staat Sachsen umfassend saniert und umgebaut, erhielt 1826 eine erste Orgel und konnte 1905 um einen Turm im historistischen Stil erweitert werden, welcher im Jahre 2004 auf Grund von Baufälligkeit wieder abgetragen wurde.
Heute zeigt sich die unter Denkmalschutz stehende Kapelle in einem sehr desolaten Zustand, sie wurde jedoch im Mai 2007 unter großer regionalmedialer Aufmerksamkeit versteigert. Als Besonderheit ist der Aufbau des Gebäudes einzuschätzen, befinden sich doch die Lehr- und Wohnräume im Erdgeschoss und der Kirchenraum im ersten Stockwerk. Zusätzlich sind die hohen Rundbogenfenster und der Kanzelaltar mit einer Abendmahlsdarstellung von Lucas Cranach d. J. aus dem 16. Jh. von Bedeutung.

## Kapelle Reichenbach

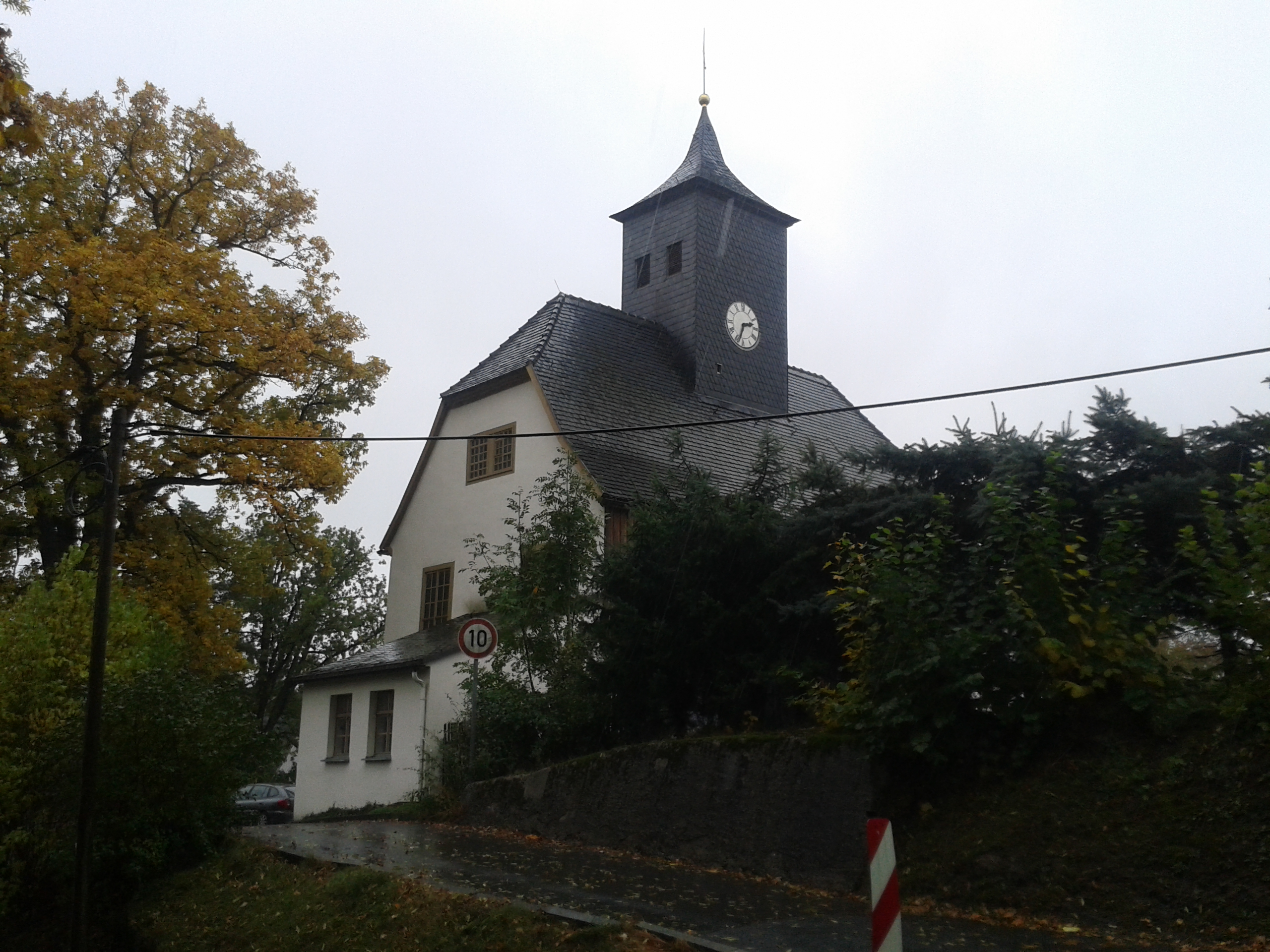
Kapelle Reichenbach

Die Kapelle Reichenbach, oft auch als Kirche Reichenbach bezeichnet, wurde 1728 als Bethaus erbaut und in den Jahren 1929 und 2003 umfassend saniert. In ihrer Form stellt sie eine schlichte protestantische Saalkirche mit Krüppelwalmdach und Dachreiter dar. Die Orgel stammt aus dem Jahre 1929. Auch in der Kapelle Reichenbach fanden Gottesdienste, durch den Pfarrer aus Langhennersdorf, viermal jährlich und an Bußtagen statt und es wurden regelmäßig sonntägliche Nachmittagsbetstunden gehalten. Heute finden regelmäßig, fast jeden Sonntag, Gottesdienste statt.